# Il Piovano Arlotto

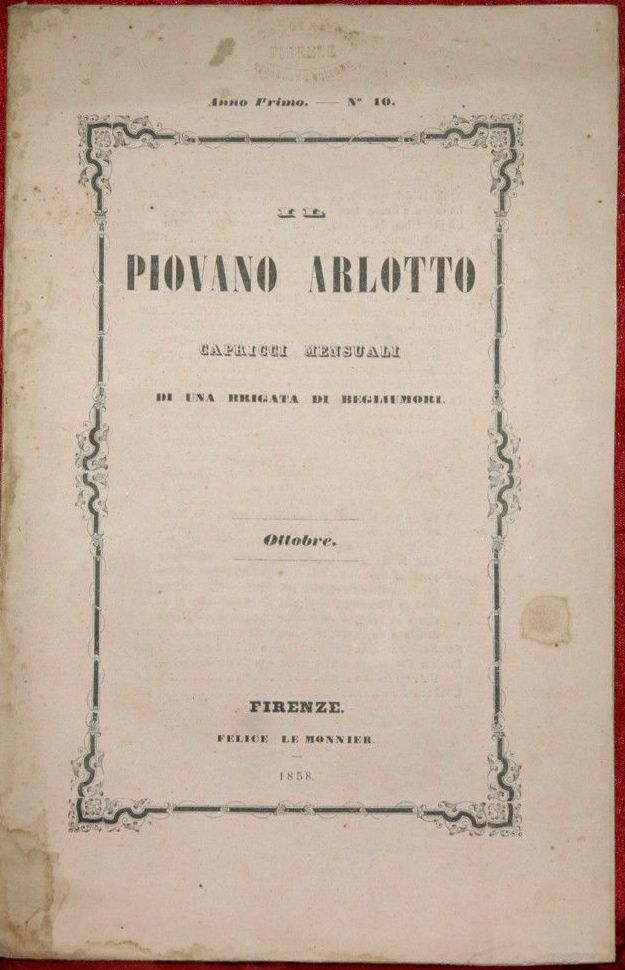
Il Piovano Arlotto, n° 10 del 1858 (Anno I).

Il Piovano Arlotto fu un mensile letterario satirico pubblicato a Firenze dal gennaio 1858 al dicembre 1860.
Il nome costituì un omaggio a Piovano Arlotto Mainardi e alla sua filosofia di vita. Il sottotitolo era "Capricci mensuali d'una brigata di begliumori". Inizialmente impostato come rivista prettamente letteraria, successivamente virò verso la politica (a carattere patriottico).
La prima annata fu stampata da Le Monnier. La seconda e la terza annata furono "autoprodotte" e stampate per i tipi della Barbera, Bianchi e C. Gli ultimi numeri furono stampati da Federigo Bencini.
Il mensile era diretto da Raffaello Foresi. Gli altri curatori erano Pietro Fanfani e Antonio Fantacci. Tra i nomi dei contributori spiccano quelli di Giuseppe Mazzini, Victor Hugo, Francesco Domenico Guerrazzi, Giuseppe Montanelli, Nicolò Tommaseo. 
Peculiarità di quest'opera era rappresentata inoltre dal fatto di dare largo spazio alle illustrazioni (disegni, ritratti di personaggi famosi, caricature). Tra i principali contributi è possibile citare, ad esempio, quello di Angiolo Tricca.